# Albert R. Broccoli
Pour les articles homonymes, voir Broccoli.
Albert Romolo « Cubby » Broccoli [ˈælbɜːt ˈbɹɒkəli] est un producteur américain, né le 5 avril 1909 à Astoria, dans le quartier du Queens à New York (États-Unis), et mort le 27 juin 1996 à Beverly Hills, Los Angeles (États-Unis).

## Biographie
Enfant d'immigrés d'origine italienne, il est principalement connu pour avoir produit les seize premières adaptations cinématographiques de la série James Bond avec la société EON Productions. Il a coproduit cette série jusqu'en 1974 avec Harry Saltzman.
En 1951, il a créé avec Irving Allen la société de production Warwick Films basée au Royaume-Uni pour des raisons fiscales.
Il est le père de Barbara Broccoli et le beau-père de Michael G. Wilson, qui produisent tous deux également les films de la série James Bond.
Il a écrit son autobiographie sous le titre When the snow melts sortie en 1998 à titre posthume.
Il meurt le 27 juin 1996 d'une insuffisance cardiaque, à 87 ans.

## Filmographie

### Comme producteur
- 1953 : Les Bérets rouges (The Red Beret) de Terence Young
- 1954 : April in Portugal (en) d'Euan Lloyd (court-métrage)
- 1954 : L'Enfer au-dessous de zéro (Hell Below Zero) de Mark Robson
- 1954 : Le Serment du chevalier noir (The Black Knight) de Tay Garnett
- 1955 : Hold-up en plein ciel (A Prize of Gold) de Mark Robson
- 1956 : Safari de Terence Young
- 1956 : Zarak le valeureux (Zarak) de Terence Young
- 1957 : L'Enfer des tropiques (Fire Down Below) de Robert Parrish
- 1957 : Police internationale (Interpol) de John Gilling
- 1957 : Pilotes de haut-vol (High Flight) de John Gilling
- 1958 : La Brigade des bérets noirs (No Time to Die) de Terence Young
- 1958 : Signes particuliers : néant (The Man Inside) de John Gilling
- 1959 : The Bandit of Zhobe (en) de John Gilling
- 1959 : Les Aventuriers du Kilimandjaro (Killers of Kilimanjaro) de Richard Thorpe
- 1960 : Les Procès d'Oscar Wilde (The Trials of Oscar Wilde) de Irving Allen et Ken Hughes
- 1960 : Jazz Boat de Ken Hughes (comédie musicale)
- 1962 : James Bond 007 contre Dr No (Dr No) de Terence Young
- 1963 : Appelez-moi chef (Call Me Bwana) de Gordon Douglas
- 1963 : Bons baisers de Russie (From Russia with Love) de Terence Young
- 1964 : Goldfinger de Guy Hamilton
- 1965 : Opération Tonnerre (Thunderball) de Terence Young
- 1967 : On ne vit que deux fois (You Only Live Twice) de Lewis Gilbert
- 1968 : Chitty Chitty Bang Bang de Ken Hughes
- 1969 : Au service secret de Sa Majesté (On Her Majesty's Secret Service) de Peter Hunt
- 1971 : Les Diamants sont éternels (Diamonds are Forever) de Guy Hamilton
- 1973 : Vivre et laisser mourir (Live and Let Die) de Guy Hamilton
- 1975 : L'Homme au pistolet d'or (The Man with the Golden Gun) de Guy Hamilton
- 1977 : L'espion qui m'aimait (The Spy Who Loved Me) de Lewis Gilbert
- 1979 : Moonraker de Lewis Gilbert
- 1981 : Rien que pour vos yeux (For Your Eyes Only) de John Glen
- 1983 : Octopussy de John Glen
- 1985 : Dangereusement vôtre (A View to Kill) de John Glen
- 1987 : Tuer n'est pas jouer (The Living Daylights) de John Glen
- 1989 : Permis de tuer (Licence to Kill) de John Glen

### Comme producteur exécutif
- 1955 : Commando sur la Gironde (The Cockleshell Heroes) de José Ferrer
- 1956 : Odongo (en) de John Gilling
- 1956 : The Gamma People (en) de John Gilling
- 1957 : Comment tuer un oncle à héritage (How to Murder a Rich Uncle) de Nigel Patrick
- 1961 : Johnny Nobody (en) de Nigel Patrick

## Autobiographie
- 1998 : When the snow melts coécrit avec Donald Zec[2].